# Аршьяк
Аршья́к (фр. Archiac) — коммуна во Франции, находится в регионе Пуату — Шаранта. Департамент коммуны — Приморская Шаранта. Входит в состав кантона Аршьяк. Округ коммуны — Жонзак.
Код INSEE коммуны — 17016.

## Население
Население коммуны на 2010 год составляло 811 человек.
| 1962 | 1968 | 1975 | 1982 | 1990 | 1999 | 2010 |
| ---- | ---- | ---- | ---- | ---- | ---- | ---- |
| 813  | 856  | 890  | 868  | 837  | 864  | 811  |

## Экономика
В 2010 году среди 478 человек трудоспособного возраста (15—64 лет) 346 были экономически активными, 132 — неактивными (показатель активности — 72,4 %, в 1999 году было 74,0 %). Из 346 активных жителей работали 307 человек (168 мужчин и 139 женщин), безработных было 39 (15 мужчин и 24 женщины). Среди 132 неактивных 45 человек были учениками или студентами, 52 — пенсионерами, 35 были неактивными по другим причинам.